# Toyota Caldina
Toyota Caldina — універсал марки Toyota, що виготовлявся з 1992 по 2007 рік. Перше покоління моделі це п'ятидверна версія седана Toyota Corona, друге покоління це модифікація Toyota Avensis, а третє покоління це самостійна модель. 

## Перше покоління

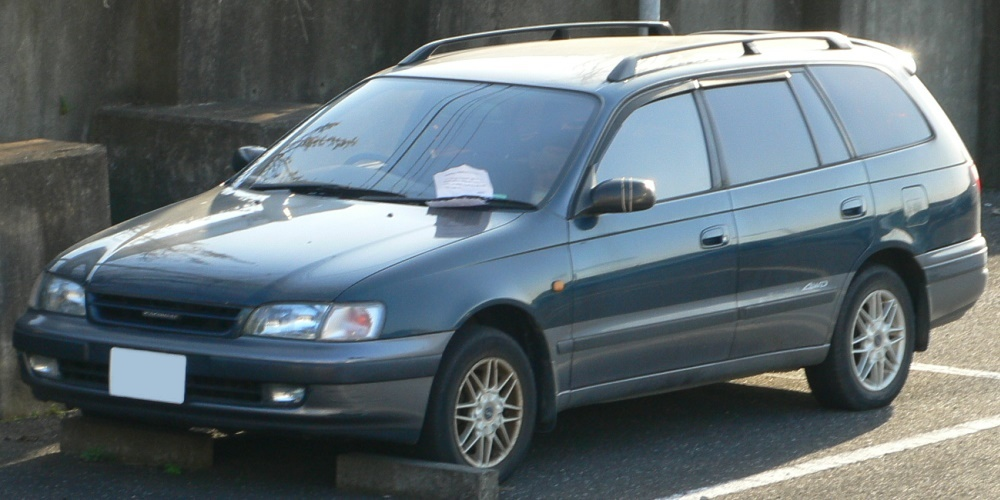
Toyota Caldina 1

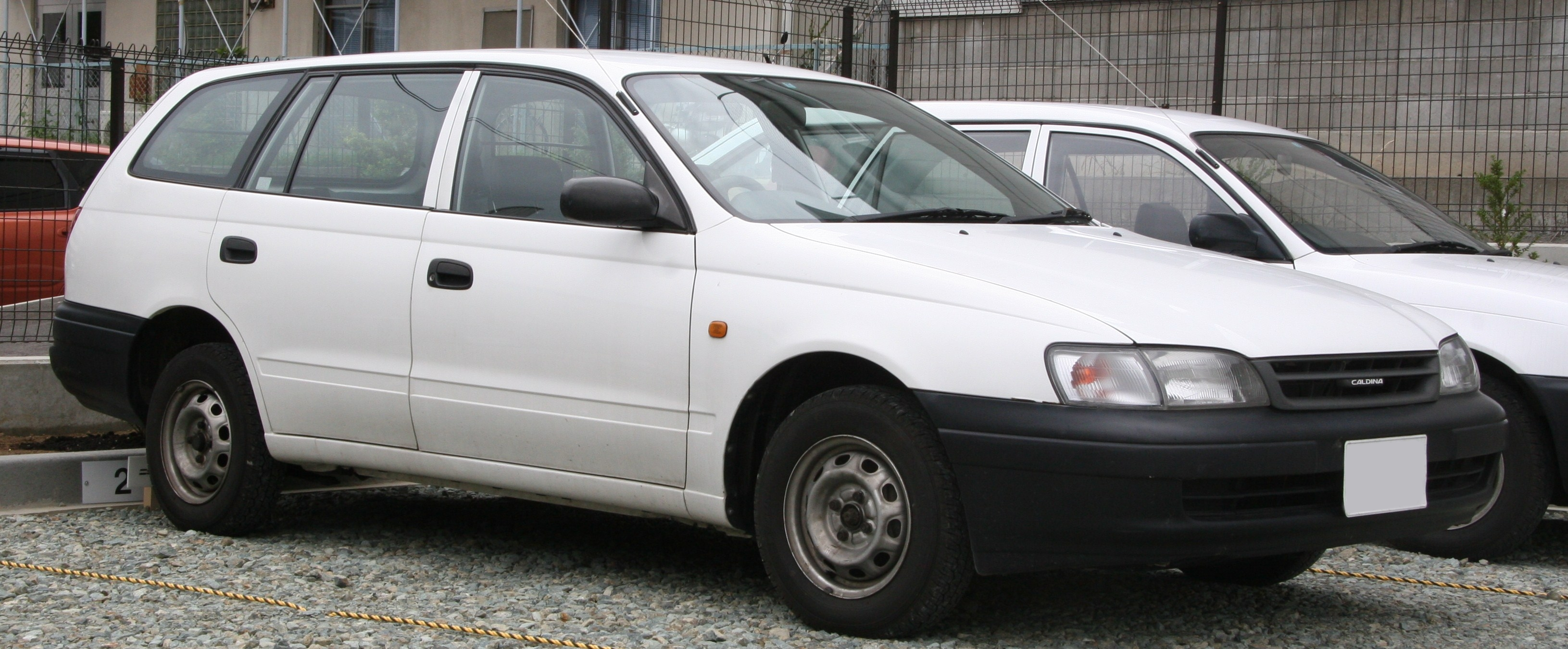
Toyota Caldina van

Перше покоління (платформа T19х) Caldina - п'ятидверний пасажирський і вантажопасажирський універсал (вантажопідйомністю 400-500 кг), створений на базі чотиридверного седана Toyota Corona. Пасажирська версія має в задній підвісці амортизаційні стійки, а комерційна вантажна - ресори. Caldina офіційно ніколи не експортувалася за межі Японії, але в Європі у неї є близнюк - універсал Toyota Carina E. Пасажирський універсал випускався з листопада 1992 року по вересень 1997, в 1995 році проводився рестайлінг моделі, комерційний варіант з листопада 1992 року по липень 2002. Основні зміни торкнулися кришки багажника, бампера і панель.

## Друге покоління

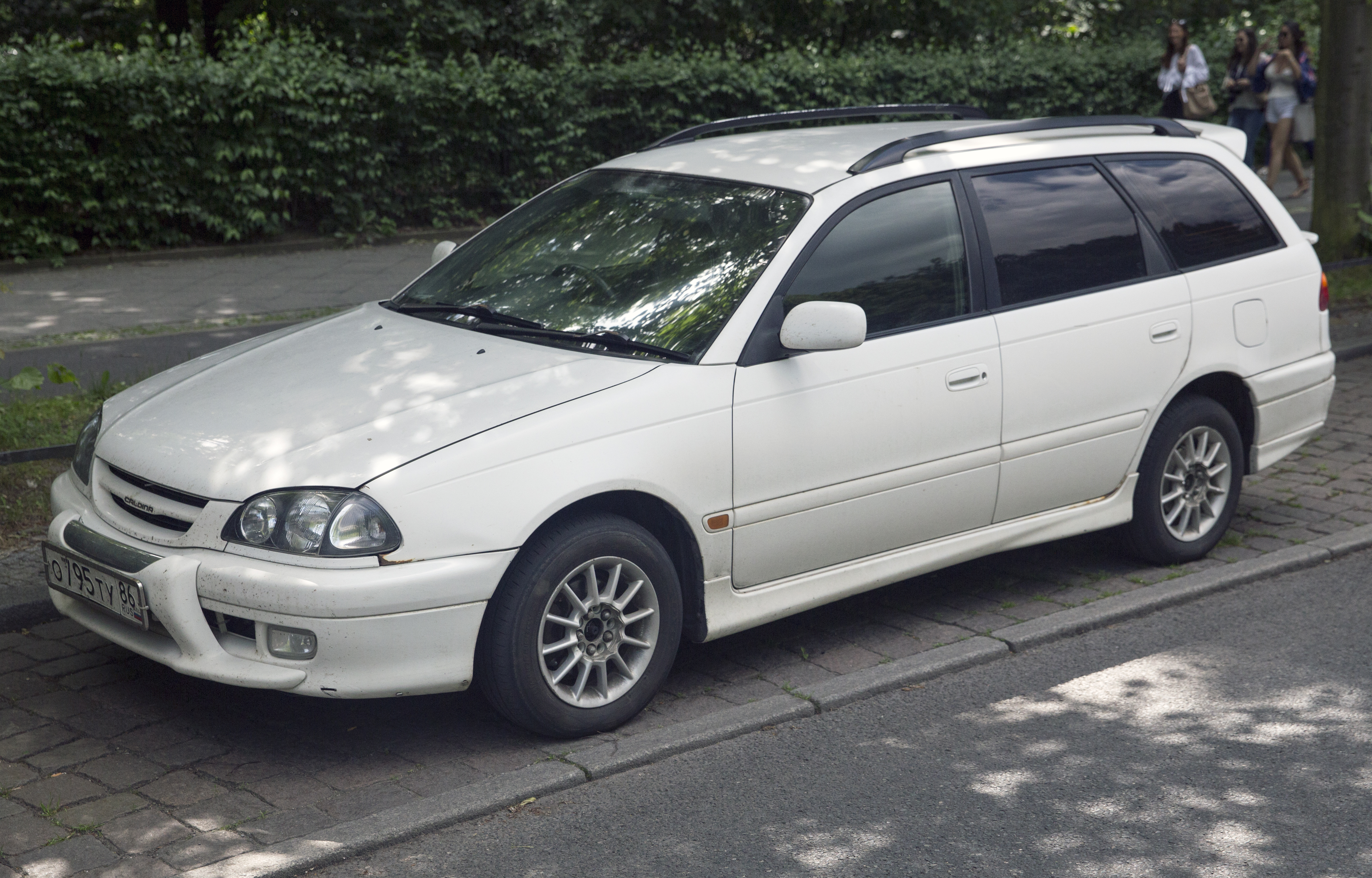
Toyota Caldina 2

Друге покоління Т21х має ту ж платформу, що і Т19х. Серйозних, кардинальних змін зазнав зовнішній і внутрішній вигляд. Повноприводна трансмісія отримала нову компоновку - автоматично підключається повний привід V-Flex.
Класична повноприводна трансмісія Full Time 4WD залишилася тільки в топовій комплектації в парі з двигуном 3S-GTE. В випадку компонування з механічною КПП машина має диференціал Torsen в задньому редукторі на додаток до блокування міжосьового диференціала.
Топова комплектація GT-T оснащена 260-сильним турбомотором 3S-GTE. Двигун gen4 (DIS4 - роздільні котушки на кожен циліндр). Механічна трансмісія E150F практично ідентична з Celica GT-Four, за винятком 3 і 4 передачі. У GT-T вони коротші, що значно радує при їзді по місту. Для невибагливих є версія з автоматом U140F.
Як і у попереднього покоління, є модифікації з бензиновими 1.8 (7A-FE), 2.0 (3S-FE і 3S-GE) і 2.2 дизельним (3C-TE) двигуном. Трансмісії автоматичні і механічні. Привід - передній і повний. У 2000 році проводився рестайлінг моделі. Двигуни залишилися колишні (за невеликим винятком), але пройшли модернізацію. За межами Японії отримала нове ім'я - Toyota Avensis.

## Третє покоління

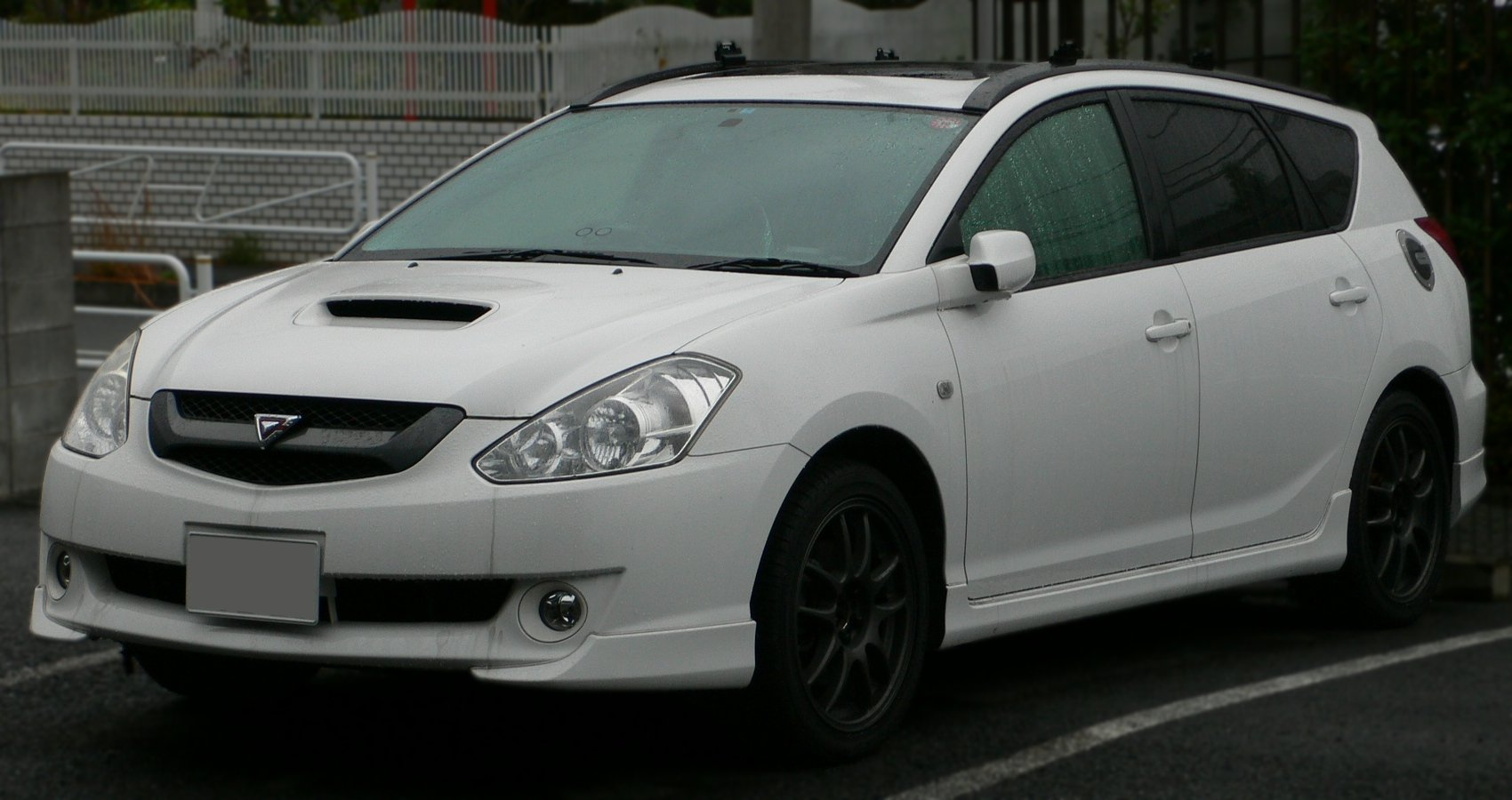
Toyota Caldina 3

Нова Caldina, представлена у вересні 2002 року моделлю кузова Т24х, має більш спортивну зовнішність і унікальний кузов. Багато в чому конструктивно вона схожа з платформою, що лежить в основі Toyota Allion і Toyota Premio, але задня підвіска запозичена у старшого брата - Toyota Avensis (кузов Т25х).
В 2005 році був проведений рейсталінг моделі. Зміни торкнулися спідниці переднього бампера, самого бампера і решітки радіатора. Фари тепер стали з «ксеноновими» лампами і автоматичним регулюванням рівня. Також зміни торкнулися задньої частини. Були змінені задні фари. Вони стали прозорими, і в них перенесли лампи заднього ходу. Також змінилися колісні диски. З гами забарвлення кузовів були прибрані деякі кольори.
Змінилися кольору оббивки сидінь. Підсвічування приладової панелі - оптитрон. Невеликі зміни торкнулися центральної панелі через використання нового мультимедійного пристрою, компонування якого стала тільки 2DIN. Звільнилася невелика ніша під блоком управління кліматом.
Ця модель оснащується новою лінійкою двигунів Toyota: 1.8 1ZZ-FE з системою VVTi і 2.0 1AZ-FSE з системою VVTi і безпосереднім уприскуванням D4. Збереглася модифікація з дволітровим турбомотором 3S-GTE.
Бувають тільки з 4-ступінчастою АКПП (на відміну від Toyota Allion і Toyota Premio варіатор в парі з двигуном 1AZ-FSE не застосовується). Привід передній (1ZZ-FE і 1AZ-FSE), повний (1AZ-FSE) або повний привід (тільки в парі з 3S-GTE).